# أولريش هربرت
أولريش هربرت (بالألمانية: Ulrich Herbert) هو مؤرخ ألماني، ولد في 24 سبتمبر 1951 في دوسلدورف في ألمانيا.

## وصلات خارجية
- أولريش هربرت على موقع مونزينجر (الألمانية)